# Софія (Дрокійський район)
Софія (рум. Sofia) — село у Дрокійському районі Молдови. Утворює окрему комуну.

## Населення
За даними перепису населення 2004 року у селі проживали 4823 особи.
Національний склад населення села:
| Національність       | Кількість осіб | Відсоток   |
| -------------------- | -------------- | ---------- |
| молдавани румуни     | 4719 44        | 97,8% 0,9% |
| українці             | 19             | 0,4%       |
| росіяни              | 17             | 0,4%       |
| цигани               | 13             | 0,3%       |
| гагаузи              | 1              | < 0,1%     |
| поляки               | 1              | < 0,1%     |
| інша / без відповіді | 9              | 0,2%       |
| Всього               | 4823           | 100%       |